# Liste der Bischöfe von Ancona
Die folgenden Personen waren Bischöfe und Erzbischöfe von Ancona (Italien), von Ancona e Numana sowie von Ancona-Osimo:

## Bischöfe von Ancona
- Hl. Priminianus, 3. Jahrhundert
- Hl. Cyriakus, 4. Jahrhundert?
- Marcus, 462?
- N.N., genannt Pontifex Anconitanus, 462–496
- Trason, 500
- Hl. Marcellinus, 6. Jahrhundert
- Tomiasus I., 589
- Serenus, 585
- Florentinus, 603
- Johannes I., 629?
- Maurosus
- Johannes II.
- „Senator“ (Villiteus), 742
- Natale, 8. Jahrhundert?
- Leopardus, 861–866
- Paulus, 876–878
- Bnolergius, 887?
- Effermarius, 967
- Trason II., 983
- Stephan, 1030
- Grimaldus oder Grimoald, 1051
- Gerhard I., 1067–1071
- Transbertus, 1090
- Marcellinus II., 1101
- Bernard I., 1127
- Un Anonimo, 1146
- Lambertus, 1150
- Gentile, 1179
- Rodolfo, 1180
- Beroald, 1186
- Gerhard II., 1204–1228
- Hl. Tommaso II., 1235
- Persevallo, 1239
- Johannes (Bono), 1243–1284
- Pietro I. Cappucci, 1285
- Pietro II. Romanelli, 1286–1288
- Bernardo II. Del Poggio, 1288–1295
- Pandolfo, Bischof von Patti, Apostolischer Administrator 1296
- Nicola degli Ungari, 1299–1325
- Tommaso III. De Moures 1326–?
- Francesco, 1332–1340?
- Nicolò Frangipane, 1342–1344
- Agostino Del Poggio oder De Luca, 1344–1348
- Ugo, 1348?
- Lanfranco Servetti, 1348
- Johannes III. Tedeschi, 1349–1381
- Bartolomeo Uliario, 1381–1385
- Guglielmo dalla vigna, 1386–1405
- Carlo I. Degli Atti, 1405
- Lorenzo De Ricci, 1406
- Simone De Vigilanti, 1410–1419

## Bischöfe vonAncona e Numana
Am 19. Oktober 1422 wurde das Bistum Ancona mit dem Bistum Numana zum Bistum Ancona e Numana vereinigt.
- Astorgio Degli Agnesi, 1419–1436
- Johannes V. De Dominis, 1436
- Johannes VI. Caffarelli, 1437–1460
- Agapito Rustici-Cenci, 1460–1463
- Sel. Antonio Fatati, 1463–1484
- Benincasa De Benincasa, 1484–1502
- Giovanni Sacco oder Sacca, 1502
- Kardinal Pietro Accolti, 1505–1514
- Francesco Accolti, 1514–1523
- Baldovinetti Baldovinetto, 1523–1538
- Gerolamo Granderoni, 1538–1550
- Matteo De Lucchis, 1550–1555
- Vincenzo De Lucchis, 1556–1585
- Kardinal Carlo Conti, 1585–1615
- Kardinal Giulio Savelli, 1616–1622
- Luigi Gallo, 1622–1656
- Kardinal Giovanni Nicola Conti, 1664–1691
- Kardinal Marcello d’Aste, 1700–1709
- Kardinal Giovanni Battista Bussi, 1710–1720
- Kardinal Prospero Lambertini, 1727–1731 (als Benedikt XIV. Papst)
- Kardinal Bartolomeo Massei, 1731–1745
- Nicola Mancinforte, 1746–1763
- Kardinal Filippo Acciajuoli, 1763–1766
- Kardinal Giovanni Ottavio Bufalini, 1766–1782
- Kardinal Vincenzo Gaspare Ranuzzi, 1785–1800
- Francesco Saverio Passeri, Apostolischer Administrator 1800–1807
- Kardinal Nicola Riganti, 1816–1822
- Kardinal Gianfrancesco Falzacappa, 1823–1824
- Kardinal Cesare Nembrini Pironi Gonzaga, 1824–1837
- Kardinal Antonio Maria Cadolini CRSP, 1843–1851
- Kardinal Antonio Maria Benedetto Antonucci, 1851–1878

## Erzbischöfe vonAncona e Numana
Am 14. September 1904 wurde das Bistum Ancona e Numana zum Erzbistum erhoben
- Kardinal Achille Manara, 1879–1906
- Giovanni Battista Ricci, 1906–1929
- Carlo Castelli, Apostolischer Administrator 1929–1931
- Mario Giardini, 1931–1940
- Marco Giovanni Della Pietra, 1940–1945
- Egidio Bignamini, 1945–1966
- Felicissimo Stefano Tinivella OFM, 1967
- Carlo Maccari, 1968–1986

## Erzbischöfe von Ancona-Osimo
1986 wurde das Erzbistum Ancona-Numana mit dem Bistum Osimo vereint und in Erzbistum Ancona-Osimo umbenannt.
- Carlo Maccari, 1986–1989
- Dionigi Tettamanzi, 1989–1991
- Franco Festorazzi, 1991–2004
- Edoardo Kardinal Menichelli, 2004–2017
- Angelo Spina, seit 2017